# Церковь Тихвинской иконы Божией Матери (Авдотьино)
Храм Тихвинской иконы Божией Матери (Тихвинская церковь) — православный храм в селе Авдотьино городского округа Ступино Московской области. Относится к Подольской епархии Русской православной церкви.
Храм расположен в усадьбе Авдотьино — родовом имении семейства Новиковых. Является объектом культурного наследия федерального значения (ранее памятник истории и культуры республиканского значения).

## История
Тихвинская церковь Божией Матери в стиле барокко была возведена в 1749—1776 годах Иваном Васильевичом Новиковым, получившем храмозданную грамоту на построение каменного храма на месте старой деревянной церкви. В 1789 году его сыном — Николаем Новиковым была пристроена трёхъярусная колокольня. По мнению исследователей, авторами проекта храма были сам Н. И. Новиков и архитектор В. И. Баженов. Здание церкви имело тип восьмерик на четверике с трапезной и колокольней в одной связке.
В 1753 году был освящён северный придел во имя преподобного Василия, епископа и исповедника Парийского. В 1776 году главный престол освящён во имя празднования Тихвинской иконы Божией Матери. В 1789 году, после возведения колокольни, был освящён южный придел во имя святителя Алексия Митрополита Московского. В 1874 году при храме была организована церковноприходская школа — деревянная на каменном фундаменте, которая в 1883 году была переведена в земское ведомство.
Пережив Октябрьскую революцию, Тихвинский храм был закрыт в 1935 году, во времена советского гонения на церковь. Внутреннее убранство и стенная роспись были уничтожены. Чудом сохранилась храмовая икона Тихвинской Божией Матери. Здание храма долгое время использовалось как зернохранилище и впоследствии заброшено. В 1963 году силами студентов Московского государственного университета была произведена консервация здания. В 1975—1979 годах проведен косметический ремонт фасадов храма. После распада СССР, в 1992 году, храм был передан общине верующих. В 1993 году в нём были возобновлены регулярные богослужения и начались восстановительные работы, которые у настоящему времени завершились.

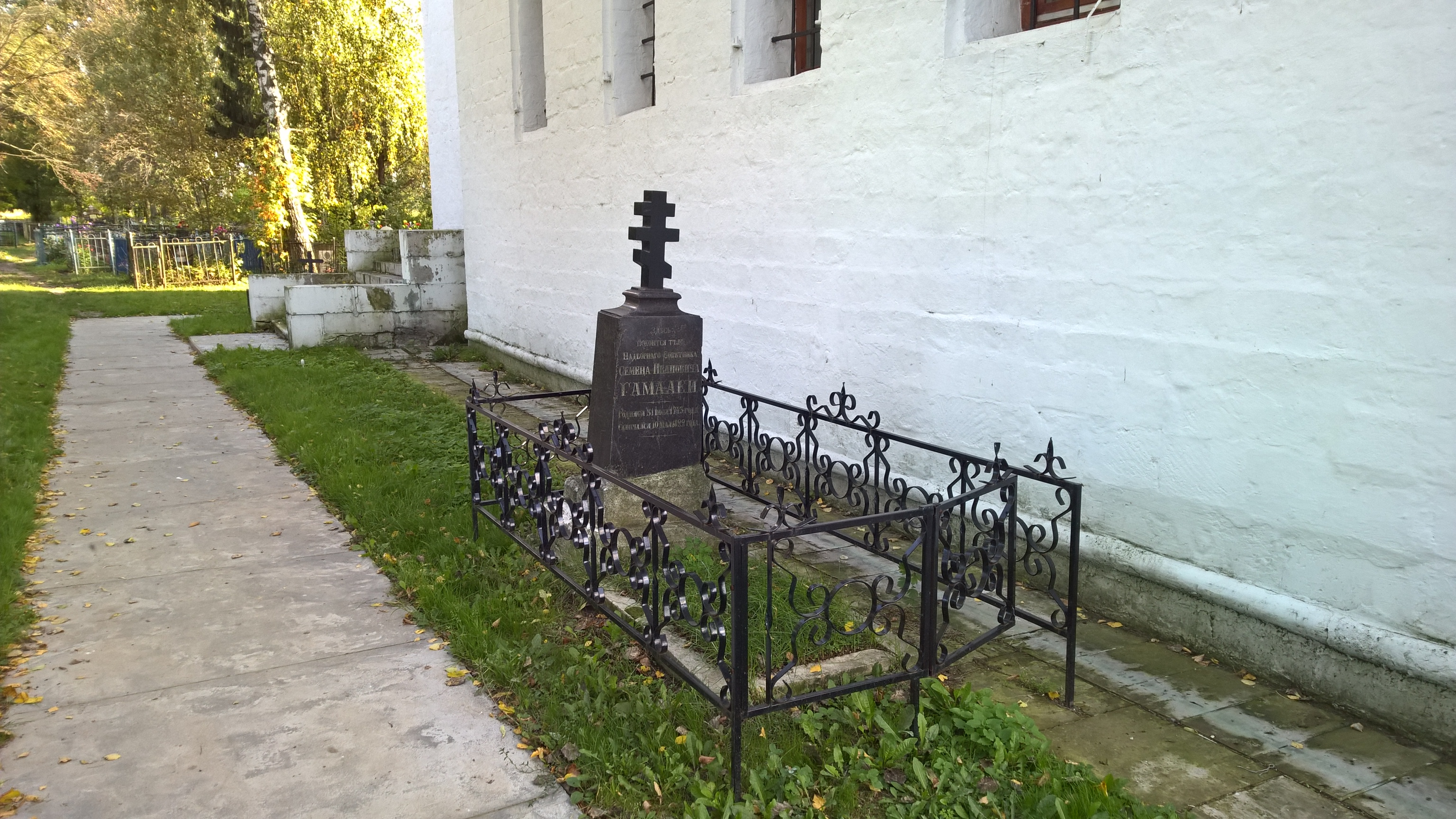
Могила С. И. Гамалеи

Около Тихвинской церкви расположено кладбище, работающее по настоящее время. При храме имеется воскресная школа. Его настоятелем с января 2006 года является протоиерей Стефан Евгеньевич Прачук. Реликвией храма является Тихвинская икона Божией Матери, сохранившаяся с момента постройки церкви. Вблизи храма находятся источник и купальня на нём Тихвинской иконы Божией Матери.
Русский просветитель Николай Иванович Новиков последние двадцать с лишним лет провел вдали от общественной жизни в крайней бедности в своём родовом имении Авдотьино. Его уединение разделил близкий друг и единомышленник — Семён Иванович Гамалея. Оба они были похоронены рядом с храмом.